# Krajcsovich Kálmán
Nemespanni Krajcsovich Kálmán Tódor Edmund (Verbó, 1843. október 6. - ?) bölcseleti doktor, ügyvéd, bécsi lapszerkesztő.

## Élete
Szülei Krajcsovics Antal és Ocskay Ottília voltak. Előbb a papi pályán (1860–1863) képezte magát, majd jogira tért és 1872–1879-ig nyitramegyei tisztviselő volt, részben Pozsonyban élt. 1879-ben saját kérésére törölték a pozsonyi ügyvédi kamara ügyvédi névjegyzékéből. 1880 után azonban kizárólag az irodalomnak élt, majd Bécsben tartózkodott. 1882-ben a győri ügyvédi kamara is törölni akarta a névjegyzékéből.
Munkatársa volt a Neues Pester Journalnak és az Oedenburger Zeitungnak, kiadója a bécsi Honi Hangok szépirodalmi képes havilapnak. 1892-ben adakozott a felvidéki szegények javára.

## Művei
- Das Geheimniss von Tisza-Eszlár. Budapest, 1881
- Der Antisemitismus in Ungarn. Budapest, 1884
- Non possumus. Budapest, 1886

Szerkesztette a Feuerbend és Lustige Blätter című lapokat és 1888-ban alapította a Wiener illustrierte Kinderzeitungot és Der Schulfreundot; Szerkesztette és kiadta a Kurgastot, kiadta a Katholische Festklänge és Vaterländische Literatur című munkákat Bécsben. Kiadta a Magyarország uralkodói egy évezreden át c. kőnyomatú képet, illetve főmunkatársa volt A Magyar Katholikus Hierarchia – Magyarország Főpapjai szóban és képben c. kiadványnak.